# ستاره حسيني
ستارة حسيني (بالفارسية: ستاره حسینی) ولدت في 7 دیسمبر 1993 في طهران. كان يعمل في المسرح منذ أن كان في ستة عشرة من العمر، وشارك في صفوف فريدون جيراني من اجل وقف مقابل الکامیرا، وهو أيضاختار (ستارة حسيني) للعب فی سلسلة (التفسير المعاكس)، ولکن حضوره الأصلی فی التلفزیون یدل علی معروفیته ورؤیته فیه.و کان یلعب فی سلسله(خطأ) بمدیریة (علیرضا بذر افشان) وأُنتشر فی عام 2017 ویحضر فی هذه السلسلة فی الدور (مرضیه اعتبار) وهی بنت نائب الوزیر الطالب الطب .وإنها ذکیّة وصارمة ولکن قلبها رئوف.و شمل ایضا من الممثلون فی فیلم السینمائی (المعاکس)، بمدیریة (بهنام بهزادی) وقد تم اصداره فی مهرجان الفجر فی عام 2015.

## أفلامها

### أفلامها كممثلة
| السنة | الفيلم  | المشاركة | بمدیریة      | إظهار التاريخ |
| ----- | ------- | -------- | ------------ | ------------- |
| 2015  | المعاکس | ممثل     | بهنام بهزادي | 14 April 2016 |
| 2017  | الللوک  | ممثل     |              |               |
| 2018  | ارينا   | ممثل     | أحمد تاجري   |               |

### مسلسلات تلفزيونية
| السنة     | السلسلة         | المشاركة | الشبكة البث       | بمدیریة  | ملاحظات                                                                |
| --------- | --------------- | -------- | ----------------- | -------- | ---------------------------------------------------------------------- |
| 2014      | التفسير المعاكس | ممثل     | فريدون جيراني     | IRIB TV1 | هذا سلسلة قد أُنتشر فی ثلاثون قسم وخمسة أربعون دقائق فی عام 2015        |
| 2016      | جارخ وفالاک     | ممثل     | عزیزالله حمیدنژاد | IRIB TV1 | هذا سلسلة قد أُنتشر فی ثمانية وعشرون قسم وخمسة أربعون دقائق فی عام 2016 |
| 2016-2017 | خطأ             | ممثل     | علیرضا بذر افشان  | IRIB TV1 | هذا سلسلة أُنتشر فی أربعون قسم وأربعون دقائق فی عام 2017                |
| 2017      | جيله وا         | ممثل     | اردلان عاشوری     |          |                                                                        |

### أعمال أخرى
| االسنة | اسم العمل                         | طبيعة العمل | بمدیریة         | مكان ألإجراء                                   |
| ------ | --------------------------------- | ----------- | --------------- | ---------------------------------------------- |
| 2011   | Kind moon do not play hard to get | الدراما     | مهدی مهدی عابدی | ألإجراء فی المرکز الثقافی الفردوس فی التهران   |
| 2012   | وردة                              | الدراما     | جعفر ماهياري    | الإجراء فی قاعة المرکز التدریب الاطفال والشباب |

## روابط خارجية
- ستاره حسيني على موقع IMDb (الإنجليزية)